# A szövetség
A szövetség (eredeti cím: The League of Extraordinary Gentlemen, a promóció során LXG rövidítéssel reklámozták) 2003-ban bemutatott amerikai-brit-német-cseh steampunk szuperhősfilm, ami Alan Moore és Kevin O'Neill Különleges Úriemberek Szövetsége című képregénysorozata alapján készült. A részben Magyarországon is forgatott filmet Stephen Norrington rendezte Stephen Norrington forgatókönyvéből, a történet pedig egy csapat különleges, irodalmi művekből átemelt egyénről szól, akiket egy világmegmentő akció keretein belül hoznak össze. A főbb szerepeket Sean Connery, Naseeruddin Shah, Shane West, Stuart Townsend és Peta Wilson alakították.
A filmet az Amerikai Egyesült Államokban 2003. július 11-én, Csehországban szeptember 25-én, Németországban október 2-án, az Egyesült Királyságban pedig október 17-én mutatták be. Magyarországon az InterCom Zrt. forgalmazásában jelent meg 2003. október 2-én. A film negatív fogadtatásban részesült, ez és a készítése körüli botrányok miatt döntött Sean Connery úgy 2006-ban, hogy visszavonul a színészettől.

## Cselekmény
1989-ben egy magát Fantomnak nevező alak és terrorista csoportja több támadást is végrehajt, mely során ellopják a Bank of Englandből Velence városának Leonardo da Vinci által készített tervrajzát, egy csapat német tudóst elrabolna, valamint elpusztítanak egy léghajóüzemet Berlinben. Sanderson Reed brit követ ezután Kenyába tart, hogy magával vigye a visszavonult kalandort és vadászt, Allan Quatermain. Reed főnöke, M elmagyarázza, hogy a Fantom világháborút akar kirobbantani a németek és a britek közt, hogy ő aztán fegyvereket árulva meggazdagodjon ebből. M ezért egy különleges csapatot szervez a Fantom megállítására, aminek Quetermain mellett tagja a Nautilus tengeralattjárót irányító Nemo kapitány, a tudós vámpít Mina Harker és Rodney Skinner, a láthatatlan tolvaj. A csapathoz csatlakozik később az elátkozott kép miatt halhatatlan Dorian Gray, illetve az Edward Hyde nevű monstrummá átváltozó Dr. Henry Jekyll, akinek közreműködéséért cserébe kegyelmet ajánlanak.

## Szereplők
| Színész             | Szerep                             | Magyar hang                  |
| ------------------- | ---------------------------------- | ---------------------------- |
| Sean Connery        | Allan Quatermain                   | Kristóf Tibor                |
| Naseeruddin Shah    | Nemo kapitány                      | Csernák János                |
| Peta Wilson         | Mina Harker                        | Fullajtár Andrea             |
| Tony Curran         | Rodney Skinner / Láthatatlan ember | Bede-Fazekas Szabolcs        |
| Stuart Townsend     | Dorian Gray                        | Rancsó Dezső                 |
| Shane West          | Tom Sawyer                         | Zámbori Soma                 |
| Jason Flemyng       | Dr. Henry Jekyll / Edward Hyde     | Szinovál Gyula               |
| Richard Roxburgh    | M / A Fantom                       | Németh Gábor / Bácskai János |
| Max Ryan            | Dante                              | Orosz István                 |
| Tom Goodman-Hill    | Sanderson Reed                     | Fekete Ernő                  |
| David Hemmings      | Nigel                              | Várday Zoltán                |
| Terry O'Neill       | Ishmael                            | Varga Tamás                  |
| Ewart James Walters | Toby                               | F. Nagy Zoltán               |
| Robert Vahey        | Idős vadász                        | Izsóf Vilmos                 |
| James Babson        | Lövész                             | Kapácsy Miklós               |